# Platytetranychus pueblensis
Platytetranychus pueblensis är en spindeldjursart som beskrevs av Tuttle, Baker och Abbatiello 1976. Platytetranychus pueblensis ingår i släktet Platytetranychus och familjen Tetranychidae. Inga underarter finns listade i Catalogue of Life.